# Saint-Privé (Yonne)
Saint-Privé – miejscowość i gmina we Francji, w regionie Burgundia-Franche-Comté, w departamencie Yonne.
Według danych na rok 1990 gminę zamieszkiwało 458 osób, a gęstość zaludnienia wynosiła 11 osób/km² (wśród 2044 gmin Burgundii Saint-Privé plasuje się na 490. miejscu pod względem liczby ludności, natomiast pod względem powierzchni na miejscu 63.).